# Castellnou de Bages
Castellnou de Bages település Spanyolországban, Barcelona tartományban. Lakosainak száma 1430 fő (2024).

## Földrajza
Castellnou de Bages Balsareny, Sallent, Santpedor, Callús, Súria és Navàs községekkel határos.

## Népesség
A település lakosságának változását az alábbi diagram mutatja:
| Lakosok száma | 104  | 391  | 240  | 118  | 106  | 742  | 1021 | 1241 | 1397 | 1430 |
|               | 1717 | 1887 | 1936 | 1960 | 1986 | 2004 | 2009 | 2014 | 2019 | 2024 |